# Léonard Melkī
Léonard Melkī OFMCap (* 4. Oktober 1881 in Baabdat, Libanon; † 11. Juni 1915 in Mardin, Südostanatolien) – geboren als Yūsuf Habīb Melkī (Ordensname: Līūnār aus B'abdāt) – war ein Priester der katholischen Ostkirche und Kapuziner. Sein Name wird in verschiedenen Texten romanisiert. Melkī wirkte als Priester, Prediger und Missionar in verschiedenen Orten Armeniens und Mesopotamiens. Am 11. Juni 1915 wurde er infolge des Völkermordes an den Armeniern mit einem Konvoi von vertriebenen Armeniern, Syrern, Chaldäern und Protestanten von türkischen Soldaten in Mardin getötet.

## Leben

### Herkunft und Werdegang
Yūsuf Habīb Melkī wurde am 4. Oktober 1881 als siebtes von elf Kindern von Habīb Awaiss Melkī (1840–1906) und Noura Bou Moussi Kanaan Yammine (1845–1917) geboren. Er wurde am 8. Oktober 1881 in der örtlichen maronitischen Pfarrkirche Notre Dame vom Pfarrer Pater Hanna Labaki getauft. Leonard besuchte mit seinen Geschwistern die Notre-Dame-Kirche in der Nähe seines Hauses. Sein Vater sang dort während der Messe regelmäßig die liturgischen Hymnen. Obwohl seine Familie ursprünglich der maronitisch-katholischen Kirche angehörten, wurden Léonard und sein Bruder Khalil beide am 19. November 1893 gleichzeitig in der lateinischen Kirche gefirmt. Dies liegt daran, dass einige der Dorfbewohner, darunter auch Léonards Familie, die maronitisch-katholische Kirche verlassen und sich aus politischen, sozialen und wirtschaftlichen Gründen der lateinisch-katholischen Kirche angeschlossen haben.
Wie die meisten christlichen libanesischen Kinder zu dieser Zeit erhielt Léonard seine frühe Ausbildung in seiner Heimatstadt in einer sogenannten Eichenschule. Sein Schullehrer in Baabdat war der maronitische Priester Geries Yacoub Abi Hayla. Nachdem sich einige Familien in Baabdat der lateinisch-katholischen Kirche angeschlossen hatten, bat die Kongregation für die Evangelisierung der Völker den Kapuzinerorden, diese neu gegründete lateinische Gemeinde zu übernehmen. Infolge der Anwesenheit der Kapuziner in Baabdat interessierte sich Léonard für den Beitritt zu ihrem Orden. Er setzte seine Ausbildung bei ihnen fort und wurde im April 1895 zum Seminar San Stefano in der Nähe von Istanbul geschickt.

### Ordensleben
Am 1. Juli 1899 begann er das Noviziat. Sein Ordensname erinnert an den heiligen Leonhard von Porto Maurizio. Am 2. Juli 1900 legte er seine erste Profess in Santo Stefano ab. Anschließend besuchte er das Hauptseminar in Buca (Budja), wo er am 10. Februar 1901 sowohl die Tonsur als auch die niederen Weihen erhielt. Am 24. Juli 1904 wurde Melkī zum Diakon, und am 4. Dezember 1904 zum Priester geweiht.
Melkī absolvierte am 23. April 1906 eine Predigtprüfung und erhielt im folgenden Monat die Bescheinigung des Apostolischen Predigers. Er war dazu bestimmt, auf Missionen im Osmanischen Reich geschickt zu werden, und begann seine Mission in Mardin, wo er als Lehrer und Prediger wirkte. Er wurde schließlich Direktor der Schule des Kapuzinerordens und unterrichtete Französisch und Musik. In seinem Apostolat bewarb Melkī den Dritten Orden des Heiligen Franziskus und verbreitete dessen evangelisches und aktives Wirken. Er ermutigte andere, die Terziaren und den Dritten Orden zu unterstützen, wodurch diese Laiengemeinschaft einen verstärkten Zulauf verbuchen konnte.
1910 wurde Melkī aufgrund seiner schwachen Gesundheit und starker Kopfschmerzen an der Ausübung seines Apostolates gehemmt. Seine Ordensoberen schickten ihn zur Erholung in den Kapuzinerkonvent von Mezere (heute: Elazığ), wo das Klima besser war. Obwohl er der Anordnung des Arztes folgte, verbesserte sich seine Gesundheit nicht, sodass er um eine Genesungsurlaub bitten musste. 1911 bekam er die Erlaubnis, für einige Monate in den Libanon zu gehen. Zu Weihnachten 1911 reiste er zurück in den Kapuzinerkonvent in Urfa (heute: Şanlıurfa), wo er bis 1914 blieb, um anschließend nach Mardin zurückzukehren.

### Verhaftung und Ermordung
Im Juni 1915 wurde Melkī von der osmanischen Regierung zu Unrecht des Hochverrats beschuldigt. Der Anklage zufolge habe er sich an einem Komplott der französischen Regierung beteiligt. Am 5. Juni 1915 wurde Melkī unter falschen Anschuldigungen verhaftet, bedroht und vor die Wahl gestellt, entweder zum Islam zu konvertieren und freigesprochen zu werden oder als Christ zu sterben. Melkī entschied sich für Letzteres und wurde daraufhin grausam gefoltert: So hängte man ihn stundenlang kopfüber an seinen Füßen auf und riss ihm seine Finger- und Zehennägel aus. Nachdem Melkī eine Woche in der Festung von Mardin gefoltert wurde, führten Soldaten ihn und weitere inhaftierte Christen in die Wüste bei Diarbékir (heute: Diyarbakır). Dort wurde Melkī am 11. Juni 1915 ermordet; darunter befanden sich 415 Armenier, unter anderem der armenisch-katholische Erzbischof Ignatius (Choukrallah) Maloyan.

## Seligsprechungsprozess
Der Seligsprechungsprozess für Melkī begann am 30. August 2005, nachdem das Forum vom Apostolischen Vikariat Anatolien nach Beirut verlegt worden war. Am 3. Oktober 2005 wurde ihm unter Papst Benedikt XVI. der Titel Ehrwürdiger Diener Gottes verliehen.
Der diözesane Prozess wurde am 17. Februar 2007 eröffnet; am 28. Oktober 2009 beendet. Im Anschluss wurde ein zweiter Prozess initiiert, der am 15. Dezember 2011 abgeschlossen wurde. Die Kongregation für Selig- und Heiligsprechungsprozesse bestätigte diese Prozesse am 1. Oktober 2012. Die von der Kongregation eingesetzte Historikerkommission verifizierte den Fall im März 2017 einstimmig. Seit 2013 ist Carlo Calloni Postulator für dieses Verfahren. Er wird von Tony Haddad unterstützt. Am 27. Oktober 2020 anerkannte Papst Franziskus das Martyrium von Léonard Melkī zusammen mit dem 1917 ermordeten Kapuziner Thomas Saleh.